# Maquis de Fizi
 (juillet 2025).
Motif : Insuffisance en matière de sources secondaires centrées. Cf WP:CAA.
- Archive Wikiwix
- Bing
- Cairn
- DuckDuckGo
- E. Universalis
- Gallica
- Google
- G. Books
- G. News
- G. Scholar
- Persée
- Qwant
- (zh) Baidu
- (ru) Yandex
- (wd) trouver des œuvres sur Wikidata

| 1. | Préciser le motif de la pose du bandeau. | Précisez le motif de la pose du bandeau en utilisant la syntaxe suivante : {{admissibilité à vérifier\|date=juillet 2025\|motif=remplacez ce texte par le motif}}                   |
| 2. | Informer les utilisateurs concernés.     | Pensez à avertir le créateur de l'article, par exemple, en insérant le code ci-dessous sur sa page de discussion : {{subst:avertissement admissibilité à vérifier\|Maquis de Fizi}} |

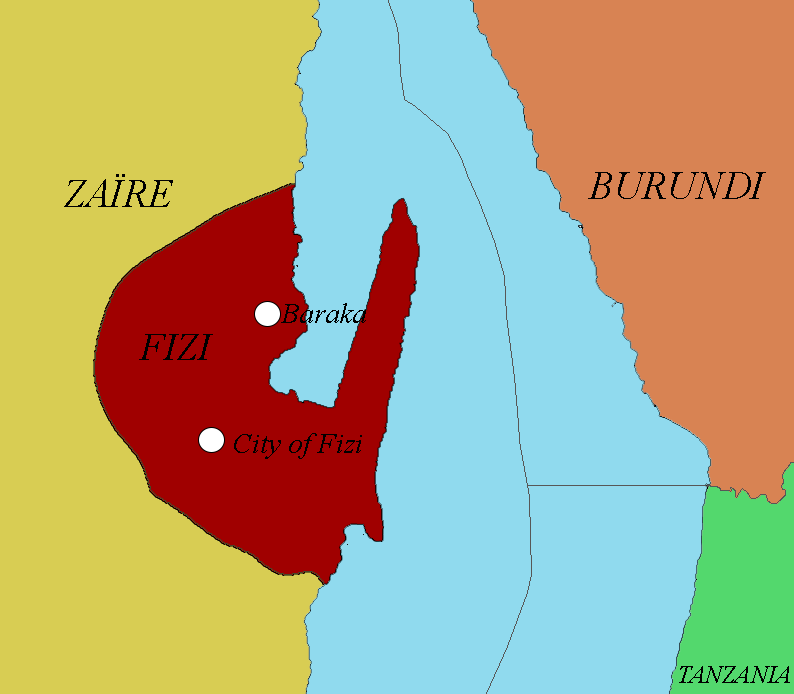
Carte de la République du Maquis de Fizi, mettant en évidence la capitale, Fizi, et l'importante ville portuaire de Baraka.

Le Maquis de Fizi aussi nommé Maquis de Fizi-Baraka était un État séparatiste qui s'est séparé du Zaïre et a existé de 1967 à 1986. Outre le territoire contemporain de Fizi, situé dans l'actuelle province du Sud-Kivu, à son apogée, il s'étendait également à Kabambare à l'ouest et à Mwenga au nord,. La capitale de la République du Maquis de Fizi était la petite ville de Fizi.
Le Maquis de Fizi a été déclaré indépendant et organisé en république le 24 octobre 1967. Émergeant après les échecs de la rébellion Simba, l'organisation politique du Maquis de Fizi était basée sur la doctrine de guérilla du maquis, fonctionnant comme un bastion révolutionnaire dirigé par Laurent-Désiré Kabila, qui a rassemblé un important contingent militaire de plusieurs milliers d'hommes,,. Les guérillas du Maquis d'orientation lumumbiste, qui ont servi d'inspiration et de modèle pour la fondation de l'État socialiste du Maquis de Fizi, se sont organisées avec succès entre 1964 et 1967 dans la région habitée par le groupe ethnique Bembe, dont le territoire traditionnel était la zone proche du lac Tanganyika. Bien que pratiquement inconnu au niveau international, le Maquis de Fizi a adopté des politiques similaires à la doctrine maoïste et a reçu l'aide et l'assistance de la Chine et de la Tanzanie. Bien qu'officiellement orientée sous l'idéologie du maquis (décentralisé et révolutionnaire antifasciste), l'organisation à Fizi était centralisée, gouvernée par le Parti de la révolution du peuple (PRP), qui agissait selon des principes de guérilla. Malgré cela, le Maquis de Fizi était la structure d'opposition, de résistance et de confrontation la mieux organisée et la plus durable au gouvernement de Mobutu Sese Seko au Zaïre.
Le gouvernement du Maquis de Fizi a adopté la langue swahili comme langue officielle, l'économie du territoire reposant principalement sur l'agriculture et les activités extractives. Le travail était effectué collectivement, la propriété et la production étant collectivisées dans une large mesure. Par rapport à sa taille et à son isolement, le territoire a atteint un niveau assez élevé d'efficacité économique et d'organisation politique dans les années 1970, grâce à l'application disciplinée de la théorie marxiste-léniniste. Le territoire était alors en mesure de produire et d'exporter des excédents considérables de café, de palmier à huile et de coton à une échelle semi-industrielle, qui étaient expédiés via le port de Baraka sur le lac Tanganyika via la Tanzanie, la Zambie et le Burundi. À partir de 1979, cependant, le mécontentement à l'égard du gouvernement de Kabila, accusé de népotisme, a commencé à grandir.
Avec l'infiltration de troupes zaïroises provoquant le chaos au sein du gouvernement à partir des années 1980, l'État de Fizi s'est affaibli après les guerres de Moba. Il a finalement été dissous le 1er juillet 1986, lorsque ses réserves d'armes se sont épuisées, le territoire ayant été conquis militairement par le Zaïre. Avant cela, cependant, les sabotages et les incursions militaires zaïrois ont conduit à l'effondrement de l'économie et des ressources, laissant le territoire dans un état de pénurie, et il y a également eu une diminution du soutien de la Chine sous la direction de l'idéologie dengiste après la pression des États-Unis.
Même après la dissolution officielle de la structure de l'Etat du Maquis de Fizi en 1986, les troupes du PRP sous le commandement de Kabila n'ont abandonné la région qu'en 1987 (vers la Tanzanie), après un long siège par les Forces armées zaïroises de la péninsule de Fizi, dernière zone sous commandement du PRP.